# بریتنی لارنس
بریتنی لارنس (انگلیسی: Brittney Lawrence؛ زادهٔ ۱۸ اوت ۱۹۹۵) بازیکن فوتبال اهل سنت کیتس است.
وی همچنین در تیم‌های ملی فوتبال Saint Kitts and Nevis women's national football team بازی کرده‌است.